# Havukkasaaret (ö i Norra Savolax)
Havukkasaaret är en ö i Finland. Den ligger i sjön Juurusvesi och Akonvesi och i kommunen Siilinjärvi i den ekonomiska regionen  Kuopio ekonomiska region  och landskapet Norra Savolax, i den centrala delen av landet, 400 km norr om huvudstaden Helsingfors. Öns area är 3,7 hektar och dess största längd är 440 meter i nord-sydlig riktning.  Notera att namnet antyder att det är fråga om flera öar.